# Deniz Barış
Deniz Barış (* 2. Juli 1977 in Kemah) ist ein ehemaliger deutsch-türkischer Fußballspieler.

## Kindheit
Barış zog im Alter von sechs Monaten mit seiner Familie nach Hamburg, wo er im Stadtteil Neuenfelde aufwuchs.

## Karriere
Barış begann seine Laufbahn in Deutschland bei der SV Este 06/70, mit der er in der Landesliga spielte. 1999 begann er seine Profilaufbahn beim FC St. Pauli, für den er in der Saison 1999/2000 in der 2. Bundesliga debütierte. 2001 schoss er den Verein mit seinem Kopfballtor gegen den 1. FC Nürnberg in die Bundesliga. 2002 kehrte er in die Türkei zurück und wechselte zu Gençlerbirliği Ankara. Mit diesem Club erreichte er das türkische Pokalfinale und damit die Qualifikation für einen internationalen Wettbewerb.
2003/04 war er maßgeblich daran beteiligt, dass Gençlerbirliği das UEFA-Pokal-Achtelfinale erreichte. Bei den Erfolgen über Blackburn Rovers, Sporting Clube de Portugal und AC Parma sowie dem Aus gegen Valencia CF bestritt er alle acht Partien. Am Ende der Saison wechselte Barış zu Fenerbahçe Istanbul, wo er die folgenden sechs Jahre verbrachte. Mit Fenerbahçe wurde er 2005 und 2007 türkischer Meister. Seit der Saison 2010/11 spielt er für Antalyaspor.
Am 12. März 2003 kam er beim Freundschaftsspiel gegen die Ukraine zu seinem ersten Einsatz für die türkische Fußballnationalmannschaft. Im Juni 2003 nahm er mit der türkischen Nationalmannschaft am FIFA-Konföderationen-Pokal teil und erreichte dort den dritten Platz. Im Sommer 2014 verließ er mit Vertragsende Antalyaspor.

## Privates
Ende Juli 2006 verstarb Barış Lebensgefährtin nach einem Treppensturz im gemeinsamen Haus in Jork. Außergewöhnlich war die Anteilnahme vieler türkischer Erstligaclubs, die zum Teil Trauerbekundungen auf ihren Vereinshomepages veröffentlichten. Barış ehemaliger deutscher Club FC St. Pauli spielte nach dem Unglück in Trauerflor. Barış ist Schirmherr der Initiativgruppe Hilfe für Halit Eray und andere. Gemeinsam mit den Fußballprofis Ahmet Kuru und Rafael van der Vaart unterstützt Barış in Zusammenarbeit mit der deutschen Knochenmarkspenderdatei DKMS die Suche eines geeigneten Stammzellenspenders für einen kleinen Jungen aus dem Hamburger Stadtteil Wilhelmsburg.

## Erfolge
- Türkischer Meister: 2005, 2007
- Türkischer Supercup: 2007, 2009